# کوه قند یله
کوه قند یله نام یکی از کوه‌های استان فارس می‌باشد.

## جغرافیا
این کوه در دو کیلومتری خاور سوریان قرار گرفته و دره‌ها و گردنه‌های معروفی در این کوه وجود دارد. کوه قندیله ۲۳۵۰ متر ارتفاع دارد و از طرف باختر به رشته کوه قلات متصل است.